# Ulrich Zeh
Ulrich Zeh (* 13. Januar 1946 in Bad Mergentheim; † 23. Januar 2022 in Stuttgart) war ein deutscher Maler und Grafiker.

## Biografie

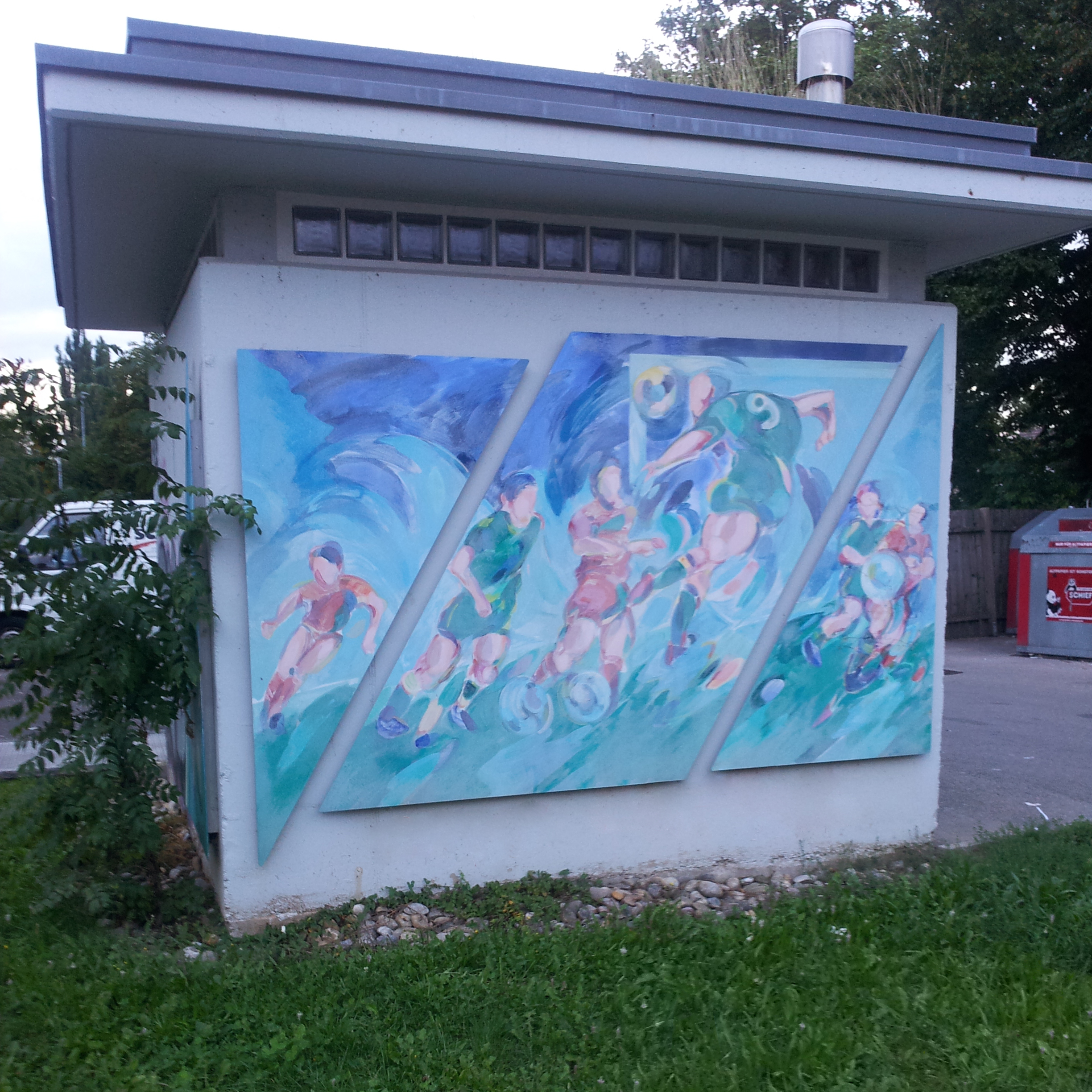
Pumpenhäuschen in Kernen im Remstal mit Malerei von Ulrich Zeh

Das Studium an den Kunstakademien Karlsruhe und Stuttgart (Malerei bei Rudolf Haegele, Kunstgeschichte bei Hans Fegers, Wolfgang Kermer und Werner Sumowski) schloss Ulrich Zeh 1971 mit dem Staatsexamen ab und unterrichtete als Kunsterzieher in den folgenden Jahren (bis 2012) am Ernst-Sigle-Gymnasium in Kornwestheim.
Als Maler hat er sich schon 1970 mit seinen Sportbildern einen Namen gemacht, indem er den Sport nicht als schönste Nebensache der Welt darstellte, sondern den Leistungssport gesellschaftskritisch zum zentralen Thema seiner Arbeit machte (Adrenalinbomben vor der Explosion, Christiane Binder, 1990). Ausgangspunkt waren seine eigenen Erlebnisse als Leichtathlet (1964: Teilnahme am Olympics World Youth Camp in Tokyo).
Das zweite beherrschende Thema seiner Arbeit ist die Darstellung von Landschaft, nicht als Reproduktion einer gesehenen Wirklichkeit, sondern als eine dialogisch ausgerichtete Komposition von landschaftstypischen Formen: Farblandschaften und -ereignissen.
1968 lernte er den Maler Günther C. Kirchberger kennen und freundete sich mit ihm an. Kirchberger machte ihn auch mit dem Siebdrucker und Galeristen Roland Geiger bekannt, bei dem er dann regelmäßig in Einzelausstellungen seine neuesten Arbeiten vorstellte. In der Galerie Geiger eröffneten Reinhard Döhl und Stephan Geiger die Ausstellungen der Zeh'schen Bilder.
Zeh starb am 23. Januar 2022 in Stuttgart im Alter von 76 Jahren.

## Ausstellungen (Auszug)

### International
- 1974 Lille, Boulogne s.m.(alle Frankreich)
- 1982 Arras (Frankreich)
- 1985 Luxemburg
- 1996 New York, Montague Art Gallery Link
- 1997 London
- 1999 London
- 2000 Davos Galerie „Eule-Art“ Link
- 2001 London, Bozen, La Spezia
- 2002 Paris, Dignano Link
- 2003 Castell de Bendormines, Castell-Platja d’Aro Link
- 2004 London
- 2006 London, Barcelona

### National
Aschaffenburg, Berlin, Bremen, Euskirchen, Hannover, Heilbronn, Köln, Konstanz, München, Oberhausen, Ulm, Wuppertal, Stuttgart
1973 Bilder, Zeichnungen und Druckgraphik, Galerie „Studio 68“, Speyer